# Francis Locke
Francis Locke (ur. 31 października 1776 w hrabstwie Rowan, zm. 8 stycznia 1823 tamże) – amerykański polityk.

## Życiorys
Urodził się 31 października 1776 w hrabstwie Rowan. Ukończył University of North Carolina, następnie studiował nauki prawne, został przyjęty do palestry i otworzył prywatną praktykę prawniczą w Karolinie Północnej. W latach 1803–1814 pracował jako sędzia. W 1814 roku wygrał wybory do Senatu, mające obsadzić wakat po rezygnacji Davida Stone’a. Rok później zrezygnował z mandatu. Zmarł 8 stycznia 1823 roku w rodzinnym hrabstwie.